# Carta europea del turismo sostenibile
La Carta europea del turismo sostenibile è una dichiarazione di linee-guida e di principi volti ad un turismo e ad un'organizzazione dei luoghi turistici rispettosi dell'ambiente e delle risorse culturali dei luoghi stessi. Sono azioni volte all'educazione del turista rispetto alla comprensione delle tradizioni  degli abitanti dei luoghi visitati e alla cura dell'ambiente locale. Anche le imprese che si occupano di turismo in un'area che aderisce alla Carta devono fare riferimento ai principi del turismo sostenibile. 
Le regioni europee che hanno aderito per prime alla Carta sono quelle settentrionali, ovvero Svezia, Danimarca e Finlandia, seguite da regioni spagnole e francesi. In Italia, aderiscono alla Carta, ad esempio, il Parco nazionale delle Foreste Casentinesi, Monte Falterona e Campigna, che si estende tra l'Appennino forlivese, aretino e fiorentino e il Parco Regionale delle Dune Costiere che si estende da Torre Canne a San Leonardo in Puglia.
Il termine sostenibile al posto di responsabile nasce dall'accentuazione dell'aspetto di attenzione allo sviluppo sostenibile delle popolazioni locali.